# Asău (Trotuș)
Il fiume Asău è un affluente del fiume Trotuș in Romania.